# Hilda van Stockum
Hilda Gerarda van Stockum (* 9. Februar 1908 in Rotterdam, Niederlande; † 1. November 2006 in Berkhamsted, England) war eine in den USA, Kanada, Irland und den Niederlanden vielgelesene Kinderbuchautorin, sowie Malerin und Buchillustratorin.

## Leben

### Herkunft und Ausbildung
Hilda van Stockum wurde 1908 in Rotterdam geboren. Ihr Vater, Abraham Johannes van Stockum (1864–1935), war Kapitän und für kurze Zeit Vizeadmiral in der niederländischen Marine. Ihre Mutter, Olga Emily geb. Boissevain (1875–1949), war eine Tochter von Charles Boissevain (1842–1927) und dessen aus Irland stammender Frau Emily Héloïse geb. MacDonnell.
Ihre Kindheit verbrachten Hilda van Stockum und ihre beiden jüngeren Brüder Willem Jacob (1910–1944) und Jan Mauritz (1913–1947) auf Grund der weitverzweigten, multikulturellen Wurzeln ihrer Familie sowohl in den Niederlanden als auch in Irland. Die Familie unternahm zahlreiche Reisen, unter anderem nach Frankreich, in die Schweiz und nach Asien. Während dieser Reisen füllte Hilda van Stockum viele Notizbücher mit Geschichten und Zeichnungen und schon im frühen Alter von fünf Jahren schrieb sie ein Buch für ihren jüngeren Bruder Willem Jacob und illustrierte es mit ihren Bildern.
Nach ihrer Schulausbildung studierte sie Kunst an der Rijksakademie van beeldende kunsten in Amsterdam und an der Dublin School of Art. Während ihrer Studienzeit in Dublin lernte Hilda den US-Amerikaner Ervin Ross Marlin kennen, einen Studienfreund ihres Bruders Willem Jacob am Trinity College in Dublin. Die beiden heirateten am 27. Juni 1932 in Dublin.

### Umzug in die USA und erste Erfolge
Schon kurze Zeit nach der Hochzeit zogen die Marlins nach New York City, wo sie auf Grund der Wirtschaftsdepression zunächst harte Zeiten durchstehen mussten.
Im Jahre 1934 erhielt ihr Mann in den im Zusammenhang mit Franklin D.Roosevelts New-Deal-Politik neu entstehenden Verwaltungsbehörden eine Anstellung. Später musste die Familie nach Washington, D.C. umziehen.
Hilda van Stockum(-Marlin) hielt während der Zeit in New York und Washington Vorträge über die Montessoripädagogik. Schon ihre Mutter, Olga Emily van Stockum(-Boissevain), hatte sich für diese Pädagogik engagiert und Artikel für das niederländische Montessori Bulletin verfasst; eine ihrer Tanten, Hilda de Booij (1877–1975), gehörte zu den Mitbegründerinnen einer der ersten Montessori-Schulen in den Niederlanden, dem Montessori Lyceum Amsterdam.
1934 veröffentlichte Hilda van Stockum ihr erstes Kinderbuch A Day on Skates. The Story of a Dutch Picnic. Wegen der realistischen aber zugleich warmherzigen Schilderung des Alltags einer Familie in den Niederlanden erhielt gleich dieses erste Buch im Jahre 1935 den Newbery Honor Preis, mit dem von der Association for Library Service to Children der American Library Association herausragende Kinderbücher ausgezeichnet werden und machte sie als Kinderbuchautorin weithin bekannt. Auch in den Kinderbüchern, die noch folgten, stand meist das Familienleben im Mittelpunkt des Geschehens.

### Romanvorlagen aus dem Familienleben
Die Marlin-van Stockum-Familie wuchs – 1934 wurde Tochter Olga Emily geboren. 1936 folgte Brigid Nella, 1938 Randal Robert Alexander, 1939 Sheila Ruth Mary, 1942 John Anthony und 1944 Elisabeth. Von ihrer vielköpfigen Familie erhielt Hilda van Stockum immerzu neue Anregungen für ihre Geschichten, und so erschienen ihre Kinder – in verschlüsselter Form – auch in ihren Büchern, vor allem in der halb-autobiographischen Mitchells-Serie: Olga Emily als „Joan“, Brigid Nella als „Patsy“, Sheila Ruth Mary als „Angela“, Elisabeth als „Catherine“, Randal Robert Alexander als „Peter“, und John Anthony als „Timmy“.
Hilda van Stockum schrieb viel – und schnell:
1938 The Cottage at Bantry Bay, der erste Band der so genannten Bantry-Bay-Serie, in der die Abenteuer der vier O’Sullivan-Kinder geschildert werden, die mit ihrer Familie im Süden Irlands an der Bantry Bay leben. Erinnerungen Hilda van Stockums an ihre eigene Kindheit in Irland flossen in diese Geschichten ein.
1939 Francie on the Run (der 2. Band der Bantry-Bay-Serie),
1940 Kersti and St. Nicholas,
1941 Pegeen (der 3. Band der Bantry-Bay-Serie),
1942 Andries,
1943 Gerrit and the Organ,
1945 The Mitchells, in dem sie die Zeit des Zweiten Weltkriegs in Washington D.C. schilderte, die Schwierigkeiten in dieser Zeit ihre Kinder aufzuziehen. Das Buch enthält auch eine verschlüsselte Beschreibung ihres Bruders Willem Jacob, der als Bomberpilot der Royal Air Force am 10. Juni 1944 bei einem Einsatz in Frankreich gefallen war.
Nach dem Zweiten Weltkrieg zog die Familie 1945 nach Montreal in Kanada. Die kleinen und großen Probleme, die der Umzug, die neue Umgebung für sie und ihre sechs Kinder mit sich brachten, schilderte Hilda van Stockum in verschlüsselter Form im zweiten und dritten Buch der Mitchells-Serie (Canadian Summer und Friendly Gables).
1962 erschien The Winged Watchman, Hilda van Stockums wohl bekanntestes Buch, in dem sie beschrieb, wie während des Zweiten Weltkriegs der 10-jährige Joris und sein älterer Bruder Dirk Jan die niederländische Widerstandsbewegung gegen die deutschen Besatzer unterstützen und mit Hilfe ihrer Eltern einen britischen Piloten verbergen.
Einige Mitglieder der Familie Hilda van Stockums hatten im Widerstand gegen die NS-Besatzer gekämpft und sie ließ deren Erfahrungen in ihre Geschichte einfließen. 1975 griff sie mit The Borrowed House dieses Thema erneut auf. Diesmal aus der Sicht eines jungen deutschen Mädchens im besetzten Amsterdam. Van Stockum lässt das Mädchen erkennen, dass Krieg vor allem Hunger, Trennung und auch Gaskammern bedeutet.

### Zeichnerische Tätigkeit und Umzug nach England
Neben ihrer schriftstellerischen Arbeit, war Malen, Zeichnen Hilda van Stockums zweite große Passion. Bis auf eine Ausnahme illustrierte sie sämtliche Bücher, die sie verfasste, selbst. Nur die Zeichnungen in King Oberon’s Forest stammen von ihrer Tochter Brigid Marlin.
In den 1960er und -70er Jahren legte sie den Schwerpunkt stärker auf diese Form künstlerischen Ausdrucks. Ihre Bilder wurden in Galerien in Genf, in den Niederlanden, Washington D.C. und Ottawa ausgestellt. 1984 ernannte die Royal Hibernian Academy in Dublin sie zu ihrem Ehrenmitglied und zeigte 1991 eine Retrospektive ihrer Werke.
Es war erstaunlich und bewunderungswürdig, wie sie all dies – Familie, Kinder und künstlerisches Schaffen – bewerkstelligen konnte. Als sie im Jahre 1942 von einem Journalisten der Washington Post gefragt wurde, wie sie das alles gleichzeitig schaffe, antwortete sie im Scherz: „Indem ich einfach alle übrigen meiner Pflichten vernachlässige“. Tatsächlich aber waren ihre zahlreichen Tätigkeiten ausgezeichnet durchorganisiert und sehr diszipliniert erarbeitet.
1973 zog Hilda van Stockum mit ihrer Familie nach Berkhamsted, in der Nähe von London. Ihr Mann, Ervin Ross Marlin starb dort am 16. Dezember 1994. Hilda van Stockum verstarb am 1. November 2006 ebenfalls in Berkhamsted. Ihre sechs Kinder leben heute in vier Ländern auf drei Kontinenten: Olga Emily in Kenia, Brigid Nella, Sheila Ruth Mary und Elisabeth in England, Randal Robert Alexander in Kanada und John Anthony in den Vereinigten Staaten.

## Werke
- 1934: A Day on Skates.The Story of a Dutch Picnic
- 1940: Kersti and St. Nicholas
- 1942: Andries
- 1943: Gerrit and the Organ
- 1950: The Angels' Alphabet
- 1951: Patsy and the Pup
- 1957: King Oberon’s Forest
- 1962: Little Old Bear
- 1962: The Winged Watchman
- 1963: Jeremy Bear
- 1964: Bennie and the New Baby
- 1964: New Baby is Lost
- 1966: Mogo’s Flute
- 1972: Penengro
- 1973: Rufus Round and Round
- 1975: The Borrowed House

### Bantry-Bay-Serie
- 1938: The Cottage at Bantry Bay
- 1939: Francie on the Run
- 1941: Pegeen

### Mitchells-Serie
- 1945: The Mitchells
- 1948: Canadian Summer
- 1958: Friendly Gables